# Holeger Schlepps
Holeger Schlepps, (Alemanha) é um ex-saltador ornamental alemão que competiu em provas de saltos ornamentais por seu país. Schlepps é o detentor da única medalha masculina mundial do trampolim de 1 m, pela Alemanha. Tal conquista foi obtida no Mundial de Perth, na Austrália, em 1998.